# 深淵地平線
《深淵地平線》是煜顏文化開發的艦船擬人化主題手機遊戲，遊戲於2018年6月28日在日本公測，2019年後分別在繁中服、韓國、國際和中國大陸上線，2020年韓國服首先停止營運，2021年繁中服、日服、國際服相繼停止營運，2021年7月15日最後的中國大陸服停止營運。

## 遊戲內容
《深淵地平線》採用動作角色扮演遊戲玩法，故事發生在未來的世界，人類在一次重離子對撞實驗中打開了前往另一個世界「深淵」的通道，深淵的海水大量湧入，還有一種未知的「虛空能量」進入海洋，感染的海洋生物會變成「阿比索爾」四處破壞，人類與阿比索爾的對戰中發現類似人類少女的個體「鬼姬」。人類在某次戰鬥中捕獲了一名鬼姬，將其體內的虛空能量轉變為「E-L」能源後，鬼姬不再具有侵略性。鬼姬持有的艦艇裝備，人類在複製量產後尋找能控制這些裝備的人類少女，能完美控制艦艇裝備與阿比索爾戰鬥的少女被稱為「艦姬」。玩家在遊戲中扮演「指揮官」，負責指揮艦姬戰鬥。艦姬的原型是歷史上的各類戰船，艦姬可以分為九種類型，可以使用資源獲取，也可以抽卡獲取，角色的裝備也需要消耗資源開發。遊戲中每場戰鬥最多出場六名角色，一般關卡為自動戰鬥，頭目戰和特殊關卡則需要玩家手動操控戰鬥，每輪戰鬥能獲得升級和強化角色與武器材料，遊戲還有玩家對戰模式，雙方艦隊採用自動戰鬥決出勝負。除了戰鬥外，玩家可使用擴增實境模式，與艦姬進行互動。

## 開發及發行
《深淵地平線》由煜顏文化開發，早期遊戲名為《艦隊2次元》。煜顏文化成立於2012年，公司早期業務是影視遊戲外包業務，2015年轉型開發手機遊戲。專案於2016年4月立案，公司創始人唐旭东擔任製作人，美術由Dylan/s和大飛負責，前者為主美術，後者為3D美術，某个怪叔叔擔任主策劃，坑坑哥出任主程序。製作團隊在5月完成原型，9月製作出遊戲演示。同年團隊在京東眾籌上發起众筹，2017年煜顏文化與心動網路和晨之科達成遊戲營運合作，2018年《艦隊2次元》更名為《深淵地平線》在日本展開宣傳。
日本服於2018年6月28日登陸iOS和Android平台，由晨之科日本分公司MorningTec Japan負責營運。遊戲在日本公測不久，在當地遭遇世嘉的侵權訴訟，事件以MorningTec Japan退出遊戲營運作結，煜顏文化成立的分公司Y.Y.Global Limited於2019年接手營運工作。繁中服於2019年1月16日公測，由龍成網路負責營運，為吸引台港澳玩家，該服上線時推出以基隆號驅逐艦為原型的限定角色。韓國服於2019年5月16日公測，由Y.Y.Global Limited負責營運，為吸引當地玩家，該服上線時推出以世宗大王號驅逐艦和廣開土大王級驅逐艦為原型的限定角色。國際服於2019年12月25日公測，由Illusion Studios負責營運。
2020年4月27日，遊戲獲得国家新闻出版署批出的游戏版号，滿足在中國大陸發行的要求。中國大陸服公測於同年7月23日，心動網路負責營運，登陸App Store和TapTap。由於中國大陸服版本落後最早的日本服兩年之久，遊戲美術和角色模型已經落後於2020年同期的作品，製作團隊為此，優化了已經上線的角色模型，更新了材質貼圖，增加了角色動作，遊戲界面也重新設計。
各地伺服器，韓國服最早於2020年10月31日宣佈停運，2021年1月29日，繁中服停運，日服於同年2月19日停運，國際服於同年2月26日停運，中國大陸服於同年7月15日停運。

## 評價及反響
《深淵地平線》的玩法、界面等內容與世嘉和C2機關開發的街機《艦隊 Collection ARCADE》相似，日本服2018年6月28日公測當天，世嘉發表聲明表示已經關注到該作發售，正在與遊戲營運方接觸。次月11日，世嘉正式向東京地方法院提出侵犯著作權訴訟，並申請假處分，禁止遊戲繼續營運。同年12月，MorningTec和世嘉達成和解，同月19日世嘉撤回法院申請，MorningTec於12月31日起退出該作營運，改由開發方接手營運。
Appget評論員高野京介認為遊戲品質不錯，滿足熱門遊戲的各種要素，可惜缺乏原創性。遊戲戰鬥部分，遊戲基地評論員表示遊戲戰鬥有「一定的難度」，戰鬥準備階段並沒有自動組隊功能，需要玩家慢慢探索隊伍的角色組合。4Gamer.net評論員飛鳥認為角色操作較為複雜，「有時會讓人困惑得摸不著頭緒」。
遊戲在日本上線前，當地預約玩家人數超過50萬，日服公測首月，遊戲下載量超過100萬次。中國大陸服上線前，TapTap預約玩家人數超過80萬。韓國服上線前，當地預約玩家人數超過20萬。

## 外部連結
- 官方网站：煜顏文化官網